# Cefprozil
Il cefprozil (talvolta cefproxil e commercializzato in Italia con il nome Prolizip) è un antibiotico di seconda generazione orale appartenente alla famiglia delle cefalosporine. In Europa è commercializzato con il marchio Cronocef. Può essere utilizzato per il trattamento di bronchiti, infezioni dell'orecchio, infezioni alla pelle e altre infezioni batteriche. Essa si presenta come una tavoletta e come sospensione liquida.
Anche se vi è un rischio di allergia crociata ampiamente citato del 10% tra cefalosporine e penicillina, un articolo sul Journal of Family Practice non ha mostrato alcun aumento del rischio di allergia crociata per cefprozil e diverse altre cefalosporine di seconda generazione o successive.

## Spettro di azione e resistenza
Attualmente, specie di batteri quali Enterobacter aerogenes, Morganella morganii e Pseudomonas aeruginosa sono resistenti al cefprozil. Altre specie, ad esempio Salmonella Agona e tutti i batteri appartenenti al genere degli streptococchi sono suscettibili al cefprozil. Alcuni batteri quali Brucella abortus, Moraxella catarrhalis e Streptococcus pneumoniae hanno sviluppato resistenza verso il cefprozil in gradi diversi.

## Meccanismo di azione
Il cefprozil, come le penicilline, è un antibiotico beta-lattamico. Legandosi a specifiche proteine leganti la penicillina (PBP, penicillin-binding protein) situate all'interno della parete cellulare batterica, inibisce la terza ed ultima fase della sintesi della parete cellulare batterica. La lisi cellulare viene quindi mediata da enzimi autolitici della parete cellulare batterica quali autolisine: è possibile che il cefprozil interferisca con un inibitore delle autolisine.